# Гола Долина (річка)
Гола Долина — річка в Україні, у Краматорському районі Донецької області. Ліва притока Сухого Торця (ліва притока Казенного Торця).

## Опис
Довжина річки 21 км, похил річки 2,4  м/км, найкоротша відстань між витоком і гирлом — 18,52  км, коефіцієнт звивистості річки —1,14 . Площа басейну водозбору 197  км². Річка формується 6 безіменними струмками та багатьма загатами.

## Розташування
Бере початок на південно-східній стороні від села Долина. Тече переважно на південний схід через Краснопілля, Адамівку, Микільське, Мирне і на південно-західній частині Слов'янська впадає у річку Сухий Торець, ліву притоку Казенного Торця.
Населені пункти вздовж берегової смуги: Хрестище, Торець, Билбасівка.

## Цікавий факт
- У Слов'янську річку перетинає залізнична дорога. На лівому березі річки на відстані приблизно 2,67 км розташована станція Слов'янськ.